# شریف‌ترین (عنوان)
عنوان شریف‌ترین (به انگلیسی: The Much Honored) (مخفف The Much Hon. ) یک عنوان افتخاری است که به اشراف اسکاتلندی معروف به «باروناژ» اعطا می‌شود.